# Bevagna
Bevagna é uma comuna italiana da região da Umbria, província de Perugia, com cerca de 4.794 habitantes. Estende-se por uma área de 56 km², tendo uma densidade populacional de 86 hab/km². Faz fronteira com Cannara, Foligno, Gualdo Cattaneo, Montefalco, Spello.
Era conhecida como Mevânia (em latim: Mevania) durante o período romano.

## Demografia
| Variação demográfica do município entre 1861 e 2011                               |
|                                                                                   |
| Fonte: Istituto Nazionale di Statistica (ISTAT) - Elaboração gráfica da Wikipedia |